# Nikolas Dyhr
Nikolas Langberg Dyhr (Horsens, 13 juni 2001) is een Deens voetballer die door FC Midtjylland wordt uitgeleend aan KV Kortrijk.

## Clubcarrière
Dyhr begon zijn jeugdcarrière bij Stensballe IK, waar zijn vader op dat moment als jeugdtrainer werkte. Via AC Horsens belandde hij als veertienjarige bij FC Midtjylland. Daar ondertekende hij in juni 2019 een vijfjarig profcontract.
Op 11 augustus 2019 maakte Dyhr zijn officiële debuut in het eerste elftal van Midtjylland: in de competitiewedstrijd tegen zijn ex-club AC Horsens (0-2-winst) liet trainer Kenneth Andersen hem meteen 90 minuten meespelen. In januari 2021 werd Dyhr, die op dat moment twintig officiële wedstrijden had gespeeld voor Midtjylland in alle competities, voor de rest van het seizoen uitgeleend aan zijn ex-club AC Horsens. Dyhr speelde zeventien competitiewedstrijden voor Horsens en kon daarin de degradatie naar de 1. division niet verhelpen.
In het seizoen 2021/22 speelde Dyhr in alle competities veertig officiële wedstrijden voor Midtjylland: naast 25 competitiewedstrijden kwam hij ook zes keer in actie in de Deense voetbalbeker (die Midtjylland, zonder Dyhr in de finale, won) en speelde hij negen Europese wedstrijden. Die negen Europese wedstrijden verspreidde hij over drie competities: in de Champions League-voorronde schakelde hij met Midtjylland Celtic FC uit maar sneuvelde hij in de laatste ronde tegen PSV, in de Europa League speelde hij vier groepswedstrijden (waarin hij eenmaal scoorde), en in de Conference League speelde hij twee wedstrijden tegen PAOK Saloniki, dat na strafschoppen doorstootte naar de volgende ronde. Dyhr zette tijdens deze strafschoppenserie zijn poging succesvol om.
In januari 2022 werd Dyhr, die in het seizoen 2022/23 afklokte op 22 officiële wedstrijden in alle competities voor Midtjylland, voor de rest van het seizoen uitgeleend aan de Belgische eersteklasser KV Kortrijk.

## Interlandcarrière
Dyhr debuteerde in 2016 als Deens jeugdinternational. In 2018 nam hij met Denemarken –17 deel aan het EK onder 17 in Engeland. Dyhr kreeg een basisplaats in de eerste groepswedstrijd tegen Bosnië en Herzegovina (2-3-verlies), waarin hij het openingsdoelpunt scoorde. Dyhr ontbrak vervolgens tegen Ierland (1-0-verlies) en kwam tegen België (1-0-verlies) opnieuw in de ploeg. Denemarken keerde terug naar huis met een teleurstellende 0 op 9.

## Erelijst
| Kampioen Superligaen | 1x | 2019/20          |
| Deense voetbalbeker  | 2x | 2018/19, 2021/22 |